# Chantal Thomas

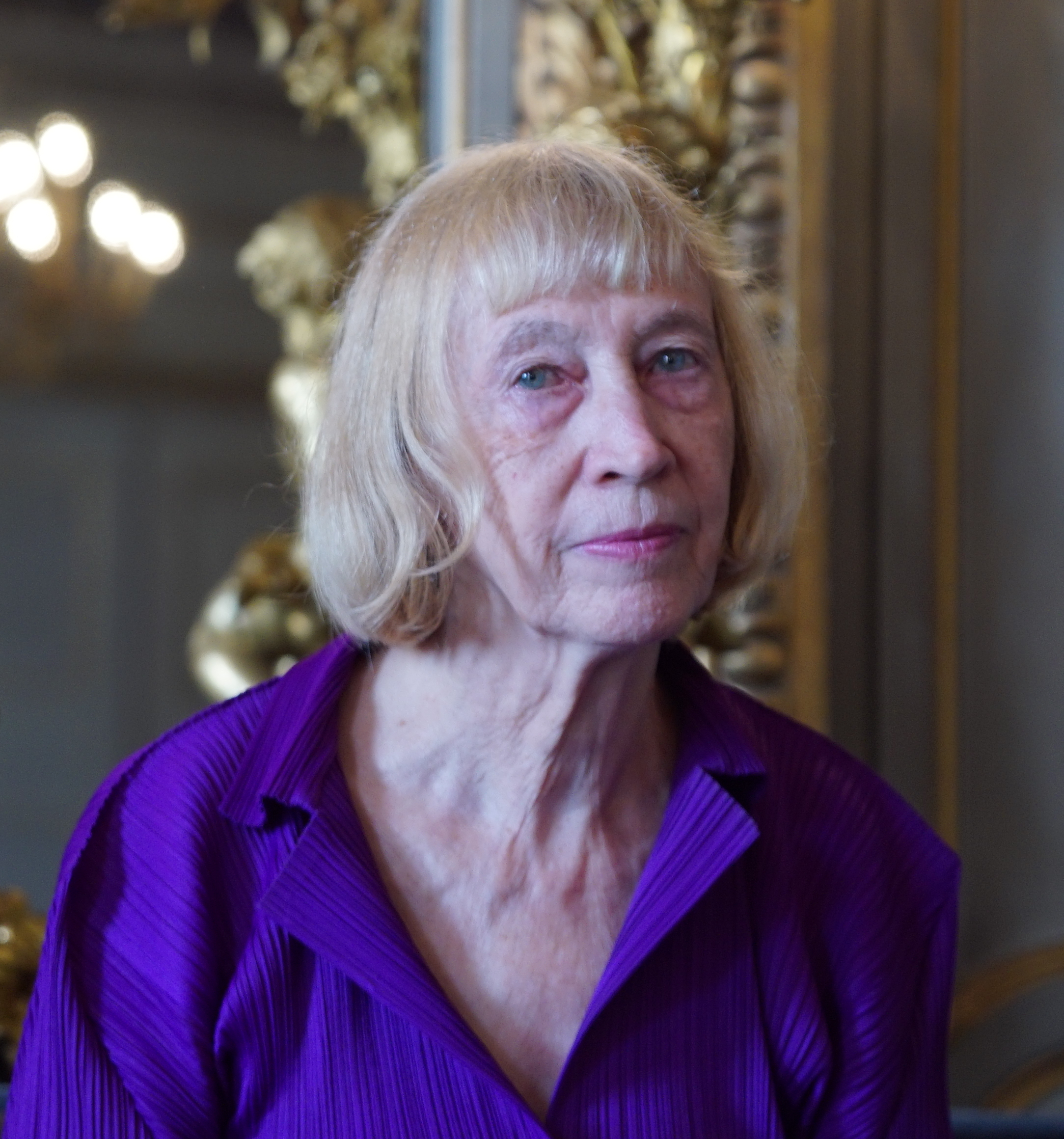
Chantal Thomas (2019)

Chantal Marie-Louise Jeanine Thomas (* 18. Oktober 1945 im 3. Arrondissement, Lyon) ist eine französische Schriftstellerin und Historikerin, die unter anderem 2002 für ihren Roman „Les Adieux à la reine“ (‚Leb wohl, meine Königin!‘) mit dem Prix Femina ausgezeichnet wurde. Ferner erhielt sie 2014 den Prix de l’Essai und wurde 2021 als Nachfolgerin von Jean d’Ormesson auf dem Fauteuil 12 Mitglied der Académie française.

## Leben
Chantal Marie-Louise Jeanine Thomas absolvierte nach dem Besuch des Lycée Grand Air in Arcachon ein Studium der Philosophie an der Universität Bordeaux, welches sie mit einem Lizenziat (Licence de philosophie) beendete. Ein postgraduales Studium der Philosophie an der Universität von Aix-en-Provence schloss sie 1967 mit einem Master Maîtrise de philosophie mit der Arbeit „Art et nature chez Rousseau et Le Corbusier“ (‚Kunst und Natur bei Rousseau und Le Corbusier‘) ab. Sie erwarb zudem ein Lizenziat  der Kunstgeschichte INHA (Institut national d’histoire de l’art) und nahm zwischen 1972 und 1976 am Seminar von Roland Barthes am École pratique des hautes études (EPHE) teil, welches sie bei Barthes 1976 mit einem Doktorat mit der Arbeit „Contribution à une analyse textuelle de l’œuvre de Sade“ (‚Beitrag zu einer Textanalyse des Werkes von Sade‘) beendete. Sie nahm an internationalen Konferenzen mit Seminaren in Europa, Argentinien, Taiwan, Hongkong sowie Japan teil und befasste sich während ihrer Gaststudienaufenthalte an der New York University, der University of Arizona, der Princeton University und am Barnard College mit der Literatur der Vereinigten Staaten. 1989 wurde sie Mitarbeiterin des Nationalen Zentrums für wissenschaftliche Forschung CNRS (Centre national de la recherche scientifique) und schloss 1991 ihre Promotion an der Université Lumière Lyon 2 bei Pierre Rétat mit der Dissertation „Le personnage de Marie-Antoinette dans les pamphlets. Éléments d’une mythologie“ (‚Die Person Marie-Antoinettes in den Pamphleten. Elemente einer Mythologie‘) ab. Sie verfasste zudem eine Reihe von Essays, die sich unter anderem mit Marquis de Sade, Giacomo Casanova und Marie-Antoinette befassten, und arbeitete 2002 als Old Dominion Fellow of the Council of the Humanities an der Princeton University.
Nachdem sie bereits seit Ende der 1970er Jahre verschiedene Fachbücher veröffentlicht hatte, wurde Chantal Thomas für ihren Roman „Les Adieux à la reine“ (‚Leb wohl, meine Königin!‘) 2002 mit dem Prix Femina ausgezeichnet. Das Buch über die Französische Revolution wurde 2012 unter diesem Titel unter der Regie von Benoît Jacquot mit Diane Kruger als ‚Marie-Antoinette‘, Léa Seydoux als ‚Sidonie Laborde‘ und Virginie Ledoyen als ‚Gabrielle de Polignac‘ verfilmt. Sie war daraufhin von 2003 bis Januar 2021 selbst Mitglied der Jury für den Prix Femina und wurde 2010 mit Denis Reynaud Co-Direktorin des Zentrums für Studien des 18. Jahrhunderts (Centre d’Etudes du XVIIIe siècle) des Instituts für Humanwissenschaften (Institut des sciences de l’homme) in Lyon. Ihr „La Lectrice-adjointe. Suivi de Marie-Antoinette et le théâtre“ (‚Die Assistenzleserin. Fortsetzung von Marie-Antoinette und dem Theater‘,2003) wurde von Alain Pralon mit Françoise Gillard und Catherine Samie für die Comédie-Française am Théâtre du Vieux-Colombier inszeniert, während „L’Île flottante“ (‚Die schwimmende Insel‘, 2004) und „Le Palais de la reine“ (2005) von Alfredo Arias in Frankreich am Théâtre du Rond-Point und am Théâtre national de Chaillot aufgeführt wurden. Für die Inszenierung von Arias mit einer Choreografie von Ana Maria Stekelman und Musik von Les Rita Mitsouko für die Feste der Nacht in Versailles am Bassin de Neptune verfasste Chantal Thomas 2006 das Büchlein „Noces de l’enfant roi“ (‚Hochzeit des Kinderkönigs‘). Sie nahm im März 2010 an den internationalen Begegnungen „Femmes & Tokyo“ teil und war mit Marie-Laure Prévost 2011 für die in der Bibliothèque nationale de France gezeigte Ausstellung „Casanova. La passion de la liberté“ (‚Casanova. Die Leidenschaft für die Freiheit‘) verantwortlich.
2014 wurde sie für „Un air de liberté. Variations sur l’esprit du XVIIIe siècle et l’ensemble de ses écrits sur le XVIIIe siècle“ („Ein Hauch von Freiheit. Variationen über den Geist des 18. Jahrhunderts und seine Schriften zum 18. Jahrhundert“) mit dem Prix de l’Essai geehrt. Ferner erhielt sie 2014 den Großen Preis Société des gens de lettres für ihr bisheriges Gesamtwerk und den Prix Roger-Caillois für französischsprachige Literatur. Mit andere Autoren schrieb sie „Critique, Art Press, L’Histoire“ und verfasste zwischen 2014 und 2018 eine monatliche Kolumne für die Zeitschrift Sud Ouest. 2015 erhielt sie außerdem den Preis der Fondation Prince Pierre de Monaco und arbeitete an dem Film Roland Barthes, le théâtre du langage mit, der unter der Regie von Thierry Thomas für die Produktionsgesellschaft Les Films d’ici für Arte France entstand. 2017 adaptierte sie mit dem Regisseur Marc Dugain ihren Roman „L’Échange des Princesses“ (‚Ein königlicher Tausch‘, 2013) unter diesem Titel mit Lambert Wilson als ‚Philipp V., König von Spanien‘, Anamaria Vartolomei als ‚Louise Élisabeth d’Orléans, Tochter des Regenten‘ und Olivier Gourmet als ‚Philippe d’Orléans‘ in den Hauptrollen. Darüber hinaus schrieb sie mit Jérôme Beaujour und Benoit Jacquot 2019 auch das Drehbuch für Jacquots Film Dernier Amour mit Vincent Lindon als Giacomo Casanova, Clément Chalaye als ‚englischer Diener‘ und Stacy Martin als ‚Marianne de Charpillon‘. Daneben erhielt sie 2019 den Prix Le Vaudeville für East Village Blues.
Am 28. Januar 2021 wurde Chantal Thomas als Nachfolgerin von Jean d’Ormesson auf dem Fauteuil 12 Mitglied der Académie française gewählt, wobei Dany Laferrière am 16. Juni 2022 die Einführung zu ihrer ersten Rede mit einer Würdigung ihres Vorgängers Jean d’Ormesson hielt. Am 24. Oktober 2023 hielt sie vor der Académie française ihre Rede „Le bain de la duchesse de Berry“ (‚Das Bad der Herzogin von Berry‘) über Maria Karolina von Bourbon-Sizilien und deren Porträt von Thomas Lawrence. 2022 wurde ihr des Weiteren der Prix Marguerite-Yourcenar verliehen. Darüber hinaus wurde sie mehrfach ausgezeichnet und erhielt unter anderem das Offizierskreuz des Ordre national du Mérite und ist außerdem seit 2021 Kommandeurin des Ordre des Arts et des Lettres.

## Werke

### „Les Adieux à la reine“ (2002)
Im Wien des Jahres 1810, das durch Napoleons Siege gedemütigt und ruiniert wurde, erinnert Agathe-Sidonie Laborde, eine ehemalige Vorleserin von Marie-Antoinette, sich an Versailles und genauer (weil es für sie eine Obsession ist) an den 14., 15. und 16. Juli 1789, Tage des Zusammenbruchs, in denen König Ludwig XVI. allem nachgab, sich die engen Freunde der königlichen Familie und ein großer Teil des Hofes zerstreuten. Agathe-Sidonie Laborde selbst floh dann in der Nacht des 16. Juli 1789 mit der Familie Polignac. Durch eine akribische und fieberhafte Rekonstruktion ihrer letzten Stunden in Versailles entdeckt sie die Stärke ihrer Faszination für die Königin und die bewegende und einzigartige Schönheit der Welt, die sie für sich selbst geschaffen hat. Eine Welt, die im Zeichen von Luxus und Eleganz steht, von der Obsession für Details, von der Vorliebe für geschützte Räume, ein Universum, das in allen Erscheinungen des Glücks erstrahlt, nur dass dort kein Verlangen wie Liebe vorhanden ist. Stimmen, um sich selbst zu sagen, ob dies das Drama der Königin oder das ihrer einstigen Vorleserin ist.

### „Cafés de la mémoire“ (2008)
In diesem autobiografisch geprägten Roman schildert Chantal Thomas mit Leichtigkeit und Melancholie, Ironie und Emotion ihre Jugend, ihr Studium, ihre Wanderungen. In Nizza, an einem Karnevalsabend, beginnt sie ihre Geschichte. Ein paar Austern, ein Glas Wein. Ein wachsames Auge, um seine Nachbarn zu beobachten. Und alle Cafés der Erinnerung tauchen wieder auf, Schaufenstercafés, Geheimcafés, Café des Spectres und Café des Artistes. Zwischen Kindheiten in Arcachon, Bordeaux und dann Paris wird die Geschichte eines jungen Mädchens erzählt, das durch das Beispiel von Simone de Beauvoir Philosophin werden will, um ein neues Leben erfinden. Doch sehr bald wird sie im großen Buch der Welt ihre Lehrzeit absolvieren. So schenkt sie zufälligen Begegnungen und den Rauschzuständen, die sie ihr geben, das volle Vertrauen, das sie dem Wissen entgegenbrachte. Die Autobiografie spielt zwischen 1945 und 1969, zwischen La Libération,  der Befreiung Frankreichs im Zweiten Weltkrieg, und dem Rücktritt von General Charles de Gaulle, und ist damit auch das Bild einer Generation, die Geschichte vom Triumph der Jugend, von ihrem unbeschwerten und festlichen Glanz.

### „Souvenirs de la marée basse“ (2017)
Der Roman handelt vom Schwimmen. Schwimmen, um Zwängen zu entkommen, um aufgezwungenen Leben und reduzierten Schicksalen zu entkommen. Schwimmen, um die Sinnlichkeit zu entdecken und die Fantasie zu bewahren. Das ist es, was Jackie zweifellos ihr ganzes Leben lang gespürt hat, das 1919 begann und von einer geheimen, hartnäckigen Freiheit geführt wurde, die sie in einem sehr fortgeschrittenen Alter dazu veranlasste, kilometerweit zurückzulegen, um an ihrem Lieblingsstrand in Villefranche-sur-Mer schwimmen zu gehen. In der Zwischenzeit hatte sie geheiratet, war von Lyon nach Arcachon gegangen und hatte dann, als junge Witwe, das Cap Ferret gegen das Cap Ferrat mit seinem wärmeren Meer und seinem herrlichen Sommer eingetauscht.
Sie fragt sich, was sie ihrer Tochter Chantal hinterlassen hat. Etwas Unbezähmbares oder diskret Rebellisches und diese Intuition, dass Schwimmen, diese Praxis, die keine Spuren hinterlässt, die Gelegenheit zu einer schwer fassbaren Freiheit ist, wie damals, als Jackie als junges Mädchen in den frühen 1930er Jahren beiläufig ein paar Bahnen am Canal Grande des Schlosses von Versailles unter den verwirrten Augen der Gärtner gezogen hatte.

### „East Village Blues“ (2019)
In diesem ebenfalls autobiografisch geprägten Roman schildert Chantal Thomas, wie sie Mitte der 1970er Jahre beschloss, die Universität zu verlassen, nachdem sie gerade ihre Dissertation verteidigt hatte. In New York City, damals eine Stadt aller Gefahren, zieht sie bei der Freundin einer Freundin ein. Das Verlangen zirkuliert und ein kraftvoller Hauch von Abenteuer belebt die Stadt. Als sie einen Sommer im East Village verbringen muss, findet sie eine völlig veränderte Nachbarschaft vor. Von der Marginalität der Vergangenheit sind nur noch wenige Spuren übrig geblieben, Graffiti an den seltenen Gebäuden, die noch nicht „saniert“ sind und aus denen Allen S. Weiss Fotografien erstellt, die an eine vergangene Zeit erinnern. Denn das East Village war ein Ort der Einwanderung und der armen, erfinderischen Boheme, wo jeder davon träumte, Dichter zu werden, wo Allen Ginsberg, William S. Burroughs, Herbert Huncke und die lebendigen Geister von Andy Warhol, Lou Reed und The Velvet Underground lebten. Chantal Thomas beschwört in ihrem Roman in einer sowohl präzisen als auch romantischen Weise die örtliche Kirche, das Chelsea Hotel, Bars, Straßen, Ängste, Lieben herauf, in einem Wechsel der Genres, die sie nach Belieben neu erschafft. Die Darstellung ist getragen von der Anmut einer Erinnerung, die in der Lage ist, die Intensität einer für alles offenen Ära wiederzubeleben. Sie schildert dabei eine wunderbare Flucht und eine Erinnerung daran, dass Freiheit möglich und diese sogar ein hervorragendes Lebensprinzip ist.

### „Café Vivre“ (2020)
In diesem Buch, einer Sammlung ihrer Kolumnen für die Zeitschrift Sud Ouest aus den Jahren von 2014 bis 2018, kreuzen Taxifahrer, Heldinnen von Nachrichtengeschichten, Liebende, die ihr Herz mit einem Vorhängeschloss verschließen, das Leben von Chantal Thomas. Man stößt aber ebenso auch auf historische und zeitgenössische Personen wie Colette, Roland Barthes, Patti Smith, Voltaire oder die Comicfigur Corto Maltese, wie auf einige liebe Figuren aus der Kindheit der Autorin wie die schwimmende Mutter, den geliebten Großvater. Diese Chroniken kann nebenbei als Reisetagebuch gelesen werden, mit dem Glauben, dass jeder Morgen eine Gelegenheit zum Aufbruch und eine Chance für emotionale, intellektuelle Abenteuer enthält – die Suche nach einer bestimmten Qualität von Schwingungen. Was Aufmerksamkeit der Autorin erregte, ist ein im Wesentlichen subjektives Interesse. Die Begegnungen, Lesungen, Bilder und Ereignisse, die sie inspirieren und zum Träumen bringen, passen nicht in einen vorgegebenen Rahmen, so dass man an flüchtigen Momenten teilnimmt, am Charme des Augenblicks.

### „De sable et de neige“ (2021)
Wie ihre vorherigen Romane ist auch dies ein Buch der Erinnerungen von Chantal Thomas, in denen sie ein prächtiges Fresko zur Feier der Schönheit der Dinge und der Kraft ihrer Stille, von der Großen Düne von Arcachon und dem Licht von Cap Ferret bis zur Stadt Kyōto im Schnee, am 31. Dezember, zeichnet. Sie sagt, dass das Flüchtige ihr den Schlüssel zur Welt gab sowie Sand und Schnee oder die Kunst, im Augenblick zu leben. Die Wellen prägen die Geschichte, als wäre der Ozean die Zusammenfassung des Lebens mit seiner tragischen Dimension, untrennbar mit dem Gefühl der Freude und Harmonie verbunden, das er vermitteln kann. Chantal Thomas setzt hier ihre Reise in die Intimität der Erinnerung fort, durch eine Sprache der Eleganz und Anmut, um die flüchtigsten und wesentlichsten Empfindungen auszudrücken, aus denen wir gewoben sind. Und um das Band der Liebe zwischen einer Tochter und ihrem Vater auszudrücken: seine absolute Stärke.

## Veröffentlichungen
- Sade, l’œil de la lettre, Payot 1978
- Casanova, un voyage libertin, Denoël 1985
- Don Juan ou Pavlov. Essai sur la communication publicitaire, Mitherausgeber Claude Bonnange, Seuil 1987[10]
- La Reine scélérate. Marie-Antoinette dans les pamphlets, Seuil 1989
- Thomas Bernhard, Seuil 1990
- Sade, Seuil 1994
- La Vie réelle des petites filles, Gallimard 1995
- Comment supporter sa liberté, Payot 1998
- La Suite à l’ordinaire prochain. La représentation du monde dans les gazettes, Mitherausgeber Denis Reynaud, Presses universitaires de Lyon 1999
- Les Adieux à la reine, Seuil 2002[11]
- La Lectrice-adjointe. Suivi de Marie-Antoinette et le théâtre, Mercure de France 2003
- Le Régent, entre fable et histoire, Mitherausgeber Denis Reynaud, C.N.R.S. éditions 2003
- Souffrir, ayot 2004
- L’Île flottante, Mercure de France 2004
- Le Palais de la reine, Actes Sud, 2005
- Jardinière Arlequin. Conversation avec Alain Passard, Mercure de France 2006
- Chemins de sable. Conversation avec Claude Plettner, Bayard 2006
- Cafés de la mémoire, Seuil 2008[12]
- L’Invention de la catastrophe au XVIIIe siècle. Du châtiment divin au désastre naturel, Mitherausgeberin Anne-Marie Mercier-Faivre, Droz 2008
- Le Testament d’Olympe, Seuil, 2010[13]
- Dictionnaire des vies privées (1722–1842), Mitherausgeber Olivier Ferret und Anne-Marie Mercier-Faivre, Oxford, Voltaire Foundation 2011
- Casanova. La passion de la liberté, Mitherausgeberin Marie-Laure Prévost, B.N.F./Seuil, 2011
- L’Esprit de conversation. Trois salons, Payot 2011
- L’Échange des princesses, Seuil 2013[14]
- Un air de liberté. Variations sur l’esprit du XVIIIe siècle, Payot 2014
- Pour Roland Barthes, Seuil 2015
- Souvenirs de la marée basse, Seuil 2017[15]
- East Village Blues, Fotografien Allen S. Weiss, Seuil, 2019[16]
- Café Vivre, Seuil 2020[17]
- De sable et de neige, Fotografien Allen S. Weiss, Mercure de France 2021[18]
- Journal de nage, Seuil 2022[19]
- D’un éventail à la Coupole, Seuil 2023[20]
- L’Étreinte de l'eau, Arthaud 2023[21]

Mitautorin
- The French Revolution 1789–1989. Two hundred years of rethinking, Herausgeberin Sandy Petrey, Texas Tech University Press 1989
- Sade and the narrative of Transgression, Herausgeber Allison, Roberts, Weiss, Cambridge University press 1995
- The Libertine Reader. Eroticism and Enlightenment in eighteenth-century France, Herausgeber Michel Feher, Zone Books 1997
- Où sont les poupées?, in: Poupées, Herausgeber Allen S. Weiss, Gallimard 2004
- Sous la surface nue, in: Osons la fraternité! Les écrivains aux côtés des migrants, Herausgeber Patrick Chamoiseau und Michel Le Bris, Philippe Rey 2018

in deutscher Sprache
- Leb wohl, Königin!, Stuttgart 2005, ISBN 978-3-608-93595-0
- Die Kunst der Konversation, Göttingen 2012, ISBN 978-3-86930-517-2